# Eugenia Carballedo
María Eugenia Carballedo Berlanga (Madrid, 4 de septiembre de 1971) es una política española del Partido Popular, presidenta de la Asamblea de Madrid desde 2021 hasta 2023.

## Biografía
Es licenciada en Derecho por la Universidad Complutense de Madrid, y está especializada en Derecho Comunitario por la Universidad Católica de Lovaina.

### Vida política
Considerada como la mano derecha de Ignacio Astarloa dentro del PP, se convirtió en diputada por Madrid en el Congreso de los Diputados en sustitución de Eduardo Zaplana. Fue el número 29 de la lista del PP para las elecciones a la Asamblea de Madrid de 2011, resultando elegida diputada del parlamento regional.
Fue nombrada viceconsejera de Trabajo del Gobierno de la Comunidad de Madrid, siendo designada de forma sorpresiva como candidata a la alcaldía de Leganés para las elecciones municipales de 2015. Carballedo, que también se presentó como candidata a las elecciones a la Asamblea de Madrid de 2015, renunció a su acta de concejal después de conocer los resultados en las elecciones municipales en la ciudad de Leganés, quedando el partido en cuarta posición.
Número 4 en la lista de su partido para las elecciones a la Asamblea de Madrid de 2019, encabezada por Isabel Díaz Ayuso, fue elegida diputada de la Asamblea de Madrid y designada Consejera de Presidencia de la Comunidad de Madrid por la Presidenta del Gobierno regional, el 20 de agosto de 2019. Una vez disuelta la Asamblea de Madrid en marzo de 2021, asumió de forma interina también la dirección de la Consejería de Deportes y Transparencia, tras el cese de Ignacio Aguado el día 10 de marzo de 2021.
Renovó su escaño como diputada en las elecciones anticipadas a la Asamblea de Madrid de 2021 celebradas el 4 de mayo. 

### Presidenta de la Asamblea de Madrid
El 8 de junio de 2021, tras casi dos años como miembro del Consejo de Gobierno de la Comunidad de Madrid, dejó la Consejería de Presidencia para presidir la Asamblea de Madrid, pues fue propuesta por el Partido Popular y elegida con los 65 votos de su grupo parlamentario y los 13 del grupo parlamentario de Vox en la sesión constitutiva de la Asamblea celebrada el mismo día 8 de junio.